# Nisza abrazyjna
Nisza abrazyjna, podcios brzegowy – zagłębienie u podstawy klifu utworzone w wyniku erozyjnej działalności fal morskich.
Pogłębianie się niszy abrazyjnej powoduje stopniowe obrywanie się coraz dalszych partii brzegu i cofanie się klifu (klif żywy).